# カミラ・クリステンセン
カミラ・ラーセン（デンマーク語: Kamilla Larsen、1983年 - ）は、デンマークのハンドボール選手。旧名はカミラ・クリステンセン（デンマーク語: Kamilla Kristensen）。
オーデンセ・ハンドボルドとハンドボールデンマーク女子代表。彼女はカロンボー体育館に通っていた。
2010年欧州女子ハンドボール選手権で、個人で銅メダルおよび、デンマークのチームで4位になった。